# Rotvatnet
Le Rotvatnet ou Nervatnet (en norvégien) ou Ruohtsajávrre (en Same de Lule) est un lac situé dans la municipalité de Hamarøy, dans le comté de Nordland, en Norvège. Le lac se trouve juste à l’ouest du village de Tømmerneset. La route européenne 6 longe la rive est du lac. Le lac Strindvatnet se trouve au sud de ce lac.